# Tropidoscincus aubrianus
Espèce
Synonymes
- Sauroscincus braconnieri Peters, 1879

Statut de conservation UICN

 VU B1ab(i,ii,iii)+2ab(i,ii,iii) : Vulnérable
Tropidoscincus aubrianus est une espèce de sauriens de la famille des Scincidae.

## Répartition

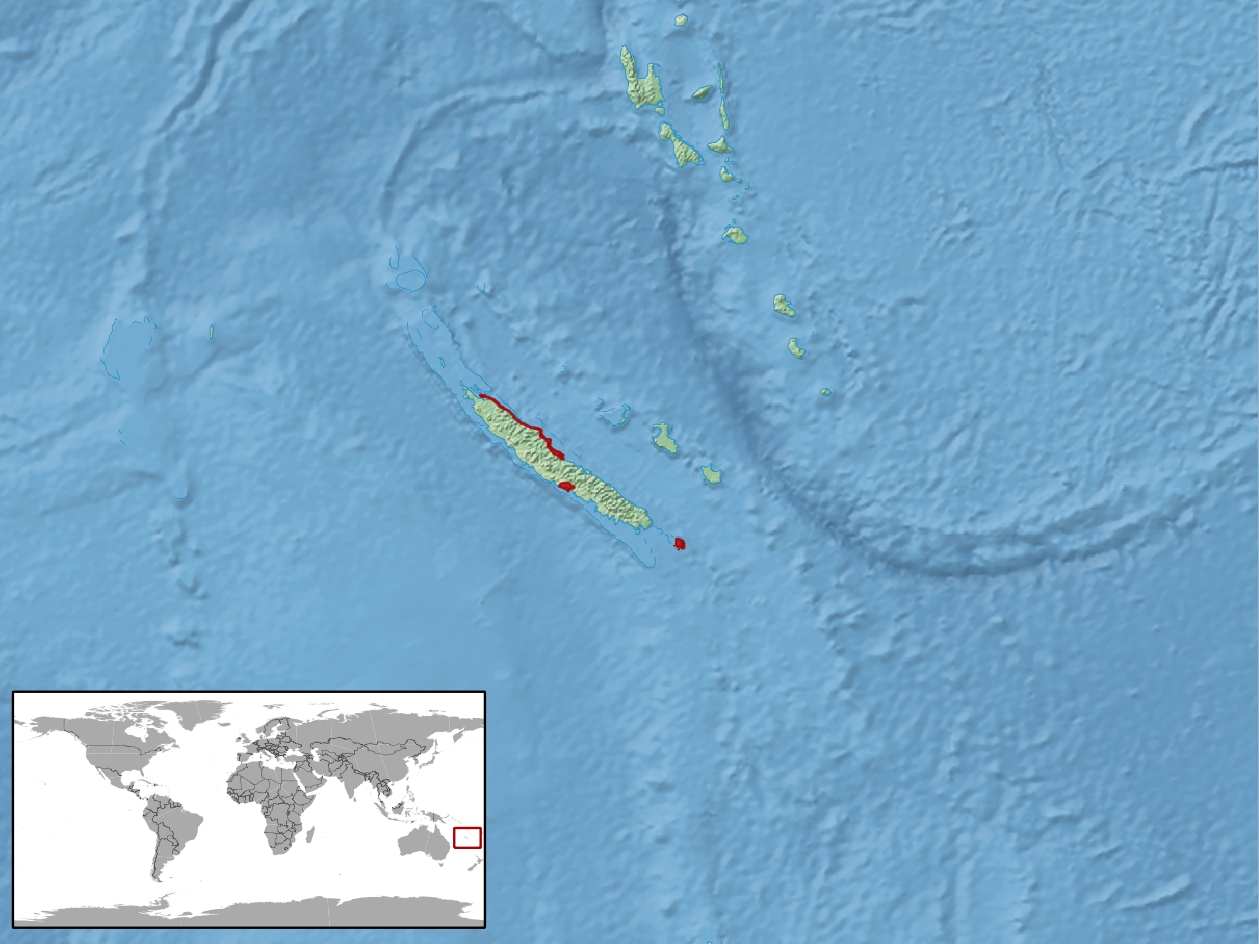
Répartition de l'espèce.

Cette espèce est endémique de Nouvelle-Calédonie.

## Étymologie
Cette espèce est nommée en l'honneur de Charles Eugène Aubry-Lecomte (1821–1879).

## Publication originale
- Bocage, 1873 : Sur quelques sauriens nouveaux de la Nouvelle-Calédonie et de l’Australie. Jornal de Sciencias Mathematicas, Physicas e Naturaes, Lisboa, vol. 4, no 9, p. 228-232 (texte intégral).